# Distrikt Pinra
Der Distrikt Pinra liegt in der Provinz Huacaybamba in der Region Huánuco in Westzentral-Peru. Der Distrikt wurde am 2. Januar 1857 gegründet. Er besitzt eine Fläche von 286 km². Beim Zensus 2017 wurden 6700 Einwohner gezählt. Im Jahr 1993 lag die Einwohnerzahl bei 6806, im Jahr 2007 bei 7883. Sitz der Distriktverwaltung ist die 2550 m hoch gelegene Ortschaft Pinra mit 629 Einwohnern (Stand 2017). Pinra befindet sich 14,5 km nordnordwestlich der Provinzhauptstadt Huacaybamba.

## Geographische Lage
Der Distrikt Pinra befindet sich im nordwestzentral in der Provinz Huacaybamba. Er liegt am Nordostufer des Río Marañón und erstreckt sich über die Westflanke der peruanischen Zentralkordillere. Der Río Pinra durchquert den Distrikt zentral in südwestlicher Richtung. Der Río Yupan verläuft entlang der südlichen Distriktgrenze nach Südwesten.
Der Distrikt Pinra grenzt im Südwesten an den Distrikt Chaccho (Distrikt Antonio Raymondi), im Westen an den Distrikt San Nicolás (Provinz Carlos Fermín Fitzcarrald), im Nordwesten an den Distrikt Canchabamba, im Nordosten an den Distrikt Cholón (Provinz Marañón) sowie im Südosten an den Distrikt Huacaybamba.

## Ortschaften
Im Distrikt gibt es neben dem Hauptort folgende größere Ortschaften:
- Cajan (532 Einwohner)
- Huaracillo (1579 Einwohner)
- La Merced (268 Einwohner)
- Nueva Alianza de Rura (214 Einwohner)
- Pampa Hermosa (209 Einwohner)
- Pueblo Viejo (225 Einwohner)
- San Francisco
- Ushca